# Eva Watson-Schütze
Eva Watson-Schütze (Jersey City, 16 de septiembre de 1867-Chicago, 1935), nacida como Eva Lawrence Watson, fue una fotógrafa estadounidense y uno de los miembros fundadores de la Photo-Secession.

## Trayectoria

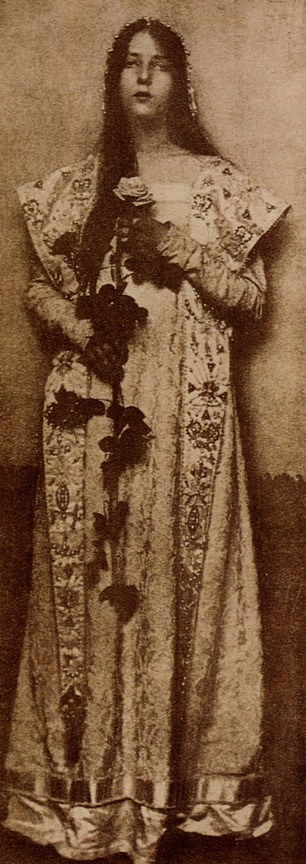
"La Rosa", por Eva Watson-Schütze. Fotograbado publicado en Camera Work, Nº 9, 1905

Nació como Eva Lawrence Watson en Jersey City. Sus padres eran Mary y John Lawrence Watson, cuya familia había emigrado desde Escocia. Era la más joven de los cuatro hijos, pero poco más se sabe sobre su niñez. En 1883, con dieciséis años se matriculó en la Academia de Bellas Artes de Pensilvania en Filadelfia, donde estudió con el pintor y fotógrafo Thomas Eakins. Sus intereses en aquellos tiempos eran la acuarela y la pintura al óleo y no se sabe si estuvo interesada en la fotografía de Eakins.
En torno a los años 1890 empezó a desarrollar una pasión por la fotografía y pronto decidió convertirla en su profesión. Entre 1894 y 1896 compartió un estudio fotográfico con Amelia Van Buren que era otra alumna de la Academia en Filadelfia y al año siguiente abrió su propio estudio de retrato fotográfico. Pronto se hizo conocida por su estilo pictorialista y pronto su estudio se hizo conocido como lugar de reunión para los fotógrafos que compartían esa visión estética.
En 1897, escribió al fotógrafo Frances Benjamin Johnston sobre su creencia en el futuro de las mujeres en fotografía: "Habrá una nueva época, y las mujeres llegarán volando a la fotografía". En 1898, seis de sus fotografías fueron seleccionadas para ser exhibidas en el primer Salón Fotográfico de Filadelfia, donde expuso bajo el nombre de Eva Lawrence Watson. Fue a través de esta exposición donde entabló amistad con Alfred Stieglitz, que era uno de los jueces de la exposición.
En 1899, fue elegida como miembro de la Sociedad Fotográfica de Filadelfia. El fotógrafo y crítico Joseph Keiley alabó el trabajo presentado ese año diciendo que mostraba un "gusto delicado y originalidad artística". Al año siguiente fue miembro del jurado del Salón Fotográfico de Filadelfia. Una muestra de su talla como fotógrafa en aquella época puede verse al observar a los otros miembros del jurado que eran Alfred Stieglitz, Gertrude Käsebier, Frank Eugene y Clarence Hudson White. 

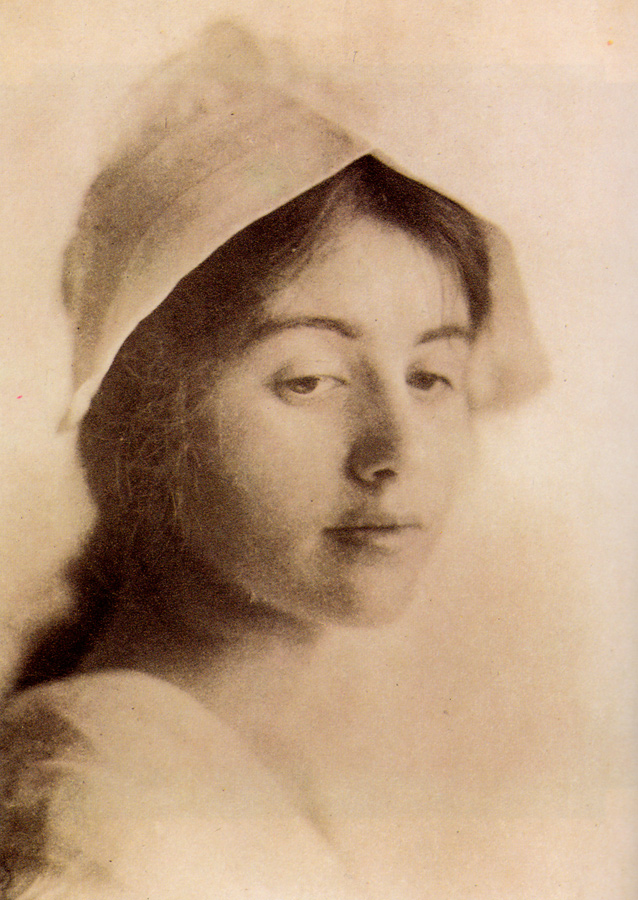
"Una Cabeza de Estudio", por Eva Watson-Schütze. fotograbado publicado en Camera Notes, Vol 4 Nº3, enero 1901

En 1900, Johnston le pidió que presentara su trabajo para una innovadora exposición de fotógrafas estadounidenses en París (Francia). Watson se opuso al principio, diciendo: "Una de mis aficiones especiales, en la que he sido muy enfática, es que mi trabajo no se represente como "trabajo de mujeres". Quiero que [mi trabajo] se juzgue con un solo criterio, independientemente del sexo". No obstante, insistieron en invitarle y Watson tuvo doce fotografías –más que cualquier otro fotógrafo– en la exposición que tuvo lugar en 1901.
En 1901 se casó con el Profesor Martin Schütze, un abogado nacido en Alemania que había recibido su Doctorado en literatura alemana en la Universidad de Pensilvania en 1899. Consiguió una plaza como profesor en Chicago, donde la pareja pronto se trasladó. Ese mismo año fue elegida miembro de la asociación The Linked Ring. Tuvo la capacidad de mantener correspondencia con algunos de los fotógrafos más progresistas de la época y empezó a buscar conexiones similares en los Estados Unidos.
En 1902 sugirió a Alfred Stieglitz la idea de formar una asociación de fotógrafos independientes y afines. Se escribieron varias veces sobre esta idea, y a finales de año se unió a Stieglitz como uno de los miembros fundadores del movimiento artístico Photo-Secession. Hacia 1903, Watson-Schütze comenzó a pasar los veranos en Woodstock en la Colonia Byrdcliffe en las Montañas de Catskill de Nueva York. Más tarde, ella y su marido compraron un terreno cercano y construyeron una casa a la que llamaron "Hohenwiesen" (Praderas Altas), donde pasaría la mayor parte de los meses de verano y otoño desde aproximadamente 1910 hasta cerca de 1925.
En 1905, Joseph Keiley escribió un extenso artículo sobre ella en Camera Work en el que decía que era "una de las más firmes y sinceras defensoras del movimiento pictórico en Estados Unidos". Cuando empezó a pasar más tiempo en Byrdcliffe, su interés por la pintura se reavivó, y en pocos años pasaba más tiempo delante de un lienzo que detrás de una cámara. Se convirtió en alumna de William Emile Schumacher, un pintor estadounidense que expuso en el famoso Armory Show de 1913. A partir de 1910 hizo cada vez menos fotografías, y en 1920 dejó de hacerlas, salvo las familiares.

En 1929, Watson-Schütze se convirtió en directora de la Renaissance Society, un museo no coleccionista fundado en 1915 en la Universidad de Chicago. Bajo su dirección, de 1929 a 1935, la sociedad presentó exposiciones pioneras de los primeros modernistas como Pablo Picasso, Georges Braque, Marc Chagall, Jean Arp, Joan Miró o Constantin Brâncuși. De su mandato se dijo: 
"En esos seis años transformó el grupo, que pasó de ser una organización en gran medida amateur y desenfocada, a ser una institución internacionalmente reconocida y verdaderamente vanguardista que promueve un riguroso programa modernista".
Watson-Schütze murió en Chicago en 1935. Ese mismo año, la Renaissance Society organizó una exposición conmemorativa de su obra. En ella se incluyeron 32 pinturas y 2 dibujos, pero ninguna de sus fotografías.
Desde la muerte de Watson-Schütze se han realizado dos exposiciones retrospectivas de sus fotografías: Eva Watson-Schütze, Chicago Photo-Secessionist, en la Biblioteca de la Universidad de Chicago en 1985 y Eva Watson-Schütze, Photographer en el Museo de Arte Samuel Dorsky en la Universidad Estatal de Nueva York en New Paltz en 2009. Sus trabajos también fueron incluidos en exposiciones en el Museo Nacional de Mujeres Artistas en Washington D. C.:
- A History of Women Photographers, 1997.
- Women Photographers in Camera Work, 1992.